# Prefettura di Kéran
La prefettura di Kéran è una prefettura del Togo situato nella regione di Kara con 94.061 abitanti al censimento 2010. Il capoluogo è la città di Kandé.